# Бузько-Дніпровсько-лиманський канал
Бузько-Дніпровсько-лиманський канал (БДЛК) — канал у північно-західній частині Чорного моря. Іноді ще зветься Миколаївським морським підхідним каналом.

## Характеристики
Канал розпочинається біля острова Березань, де розташований порт «Очаків», і тягнеться на 44 милі до Миколаївського морського торговельного порту.
Канал налічує 13 колін, 6 з них проходять по Дніпровському лиману, а інші — річкою Південний Буг. Ширина каналу 100 м, глибина — 11,5 м[джерело?].
Пропускна здатність БДЛК сьогодні — для осадки 10,3 метра[джерело?]. Раніше вона була 9,8 метра. Але до кінця 2003 року були проведені днопоглиблювальні роботи в обсязі до 9 мільйонів кубометрів. Після цього комісія прийняла роботу, був розроблений новий паспорт БДЛК.
БДЛК є основним каналом, а ХМК — таким що до нього примикає. По БДЛК дозволяється плавання суден завдовжки до 230 метрів, завширшки до 32,5 метрів.

## Перспективи
У перспективі доведення глибини каналу до 13 м на першому етапі, і до 15 м — на другому.
Для першого етапу необхідно провести днопоглиблювальні роботи в обсязі 17 мільйонів кубометрів. На другому етапі — 30 мільйонів. Перший етап передбачає можливість обробки суден до 70 тисяч тонн дедвейту, другий — до 100 тисяч тонн (замість 25 тисяч тонн нині).
Поглиблення Бузько-Дніпровсько-лиманського каналу має проводитися паралельно з поглибленням всіх підхідних каналів, у тому числі до терміналів, які знаходяться в БДЛК. Для підхідних каналів обсяги днопоглиблювальних робіт повинні бути в межах 5,5 мільйонів м³.

## Навігація
Навігаційний період цілорічний. Проводки суден здійснює ДП «Дельта-лоцман».
Правила плавання і лоцманського проведення суден Бузько-Дніпровсько-лиманським каналом регламентується Наказом № 655 від 1 серпня 2007 р. Міністерства транспорту та зв'язку України

## Порти
Бузько-Дніпровсько-лиманський канал забезпечує підхід суднам у портах:
- Ольвія
- Дніпро-Бузький морський торговельний порт
- Спеціалізований морський порт «Ніка-Тера»
- Миколаївський морський торговельний порт